# L'Haÿ-les-Roses
L'Haÿ-les-Roses is een gemeente in het Franse departement Val-de-Marne (regio Île-de-France). De gemeente telde 31.338 inwoners op 1 januari 2022. De plaats is de onderprefectuur van het arrondissement L'Haÿ-les-Roses.

## Geschiedenis
De plaats werd voor het eerst genoemd in 798. L'Haÿ was een bezit van het kapittel van de Notre-Dame van Parijs. Het was een landbouwdorp dat uitkeek op de Bièvre. Er lagen vooral wijngaarden. Al in de 17e eeuw bouwden rijke Parijzenaars hier buitenverblijven op het platteland. In de 19e eeuw werden hier twee baksteenfabrieken geopend die honderden mensen tewerkstelden. Zij sloten in de jaren 1950. Verder was er geen grote industrie. Tijdens het Beleg van Parijs bezette het Pruisische leger L'Haÿ dat uitkeek over Parijs. De inwoners waren ervoor naar Parijs geëvacueerd. Na het einde van de Frans-Duitse Oorlog lag driekwart van het dorp in puin. Tegen het einde van de 19e eeuw verdwenen de meeste wijngaarden maar tot het midden van de 20e eeuw bleef de landbouw belangrijk in de gemeente. 
Scheikundige Eugène Chevreul was tussen 1851 en 1864 burgemeester van L'Haÿ. In 1892 vestigde Jules Gravereaux zich in de gemeente en in de volgende jaren legde hij hier een rosarium aan dat als Roseraie du Val-de-Marne wereldfaam kreeg. In 1914 nam de gemeente de naam L'Haÿ-les-Roses als verwijzing naar het rosarium.
Vanaf de jaren 1950 verstedelijkte de gemeente, eerst met villawijken, later ook met hoogbouw. In 1968 werd L'Haÿ-les-Roses onderprefectuur van een arrondissement toen het departement Val-de-Marne werd opgericht.

## Geografie
De oppervlakte van L'Haÿ-les-Roses bedroeg op 1 januari 2022 3,9 vierkante kilometer; de bevolkingsdichtheid was toen 8.035,4 inwoners per km². De gemeente ligt deels in het dal van de Bièvre en deels op het Plateau van Longboyeau.
De onderstaande kaart toont de ligging van L'Haÿ-les-Roses met de belangrijkste infrastructuur en aangrenzende gemeenten.

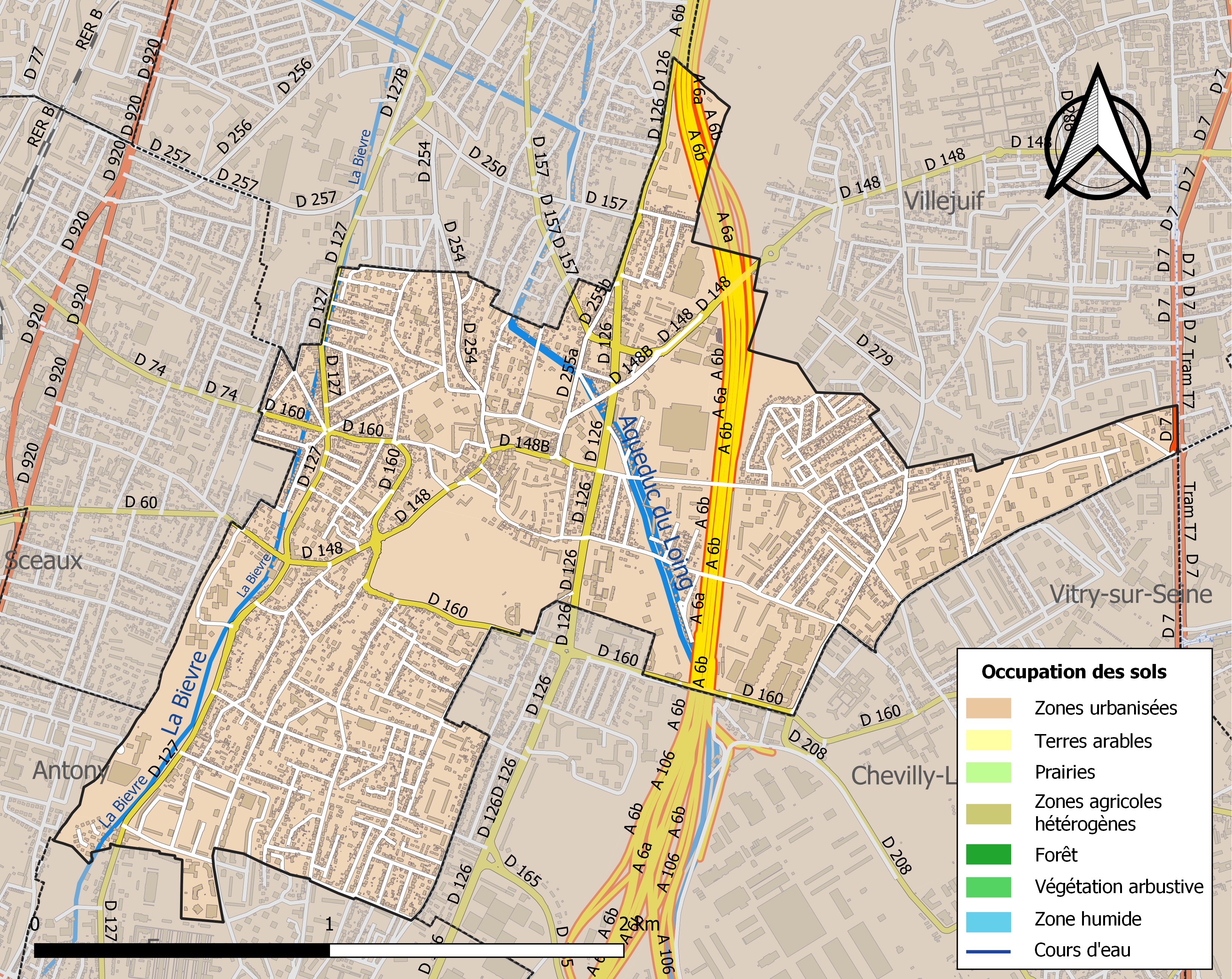

## Demografie
Onderstaande figuur toont het verloop van het inwonertal (bron: INSEE-tellingen).

## Geboren
- Alaixys Romao (1984), voetballer
- Clémence Poésy (1982), actrice